# SS Britannic (1874)
El SS Britannic fue un transatlántico británico, perteneciente a la empresa naviera White Star Line. Fue el primer barco de la compañía en llevar dicho nombre.
En un principio se iba a llamar Hellenic, pero antes de ser botado fue rebautizado. Era el buque gemelo del SS Germanic, y junto a este último, operaron para la White Star en la travesía del Atlántico durante casi treinta años.

## Historia

### Construcción y servicio
La construcción del Britannic, al igual que en el caso de la gran mayoría de los barcos de la White Star Line, se llevó a cabo en los astilleros navales de Harland & Wolff, ubicados en Belfast (en la actual Irlanda del Norte). No obstante, sus máquinas fueron construidas por la empresa londinense de Maudslay, Sons and Field.
El Britannic fue botado al mar el 3 de febrero de 1874, siendo acondicionado durante los siguientes cuatro meses. Realizó su viaje inaugural el 25 de junio de ese mismo año. 

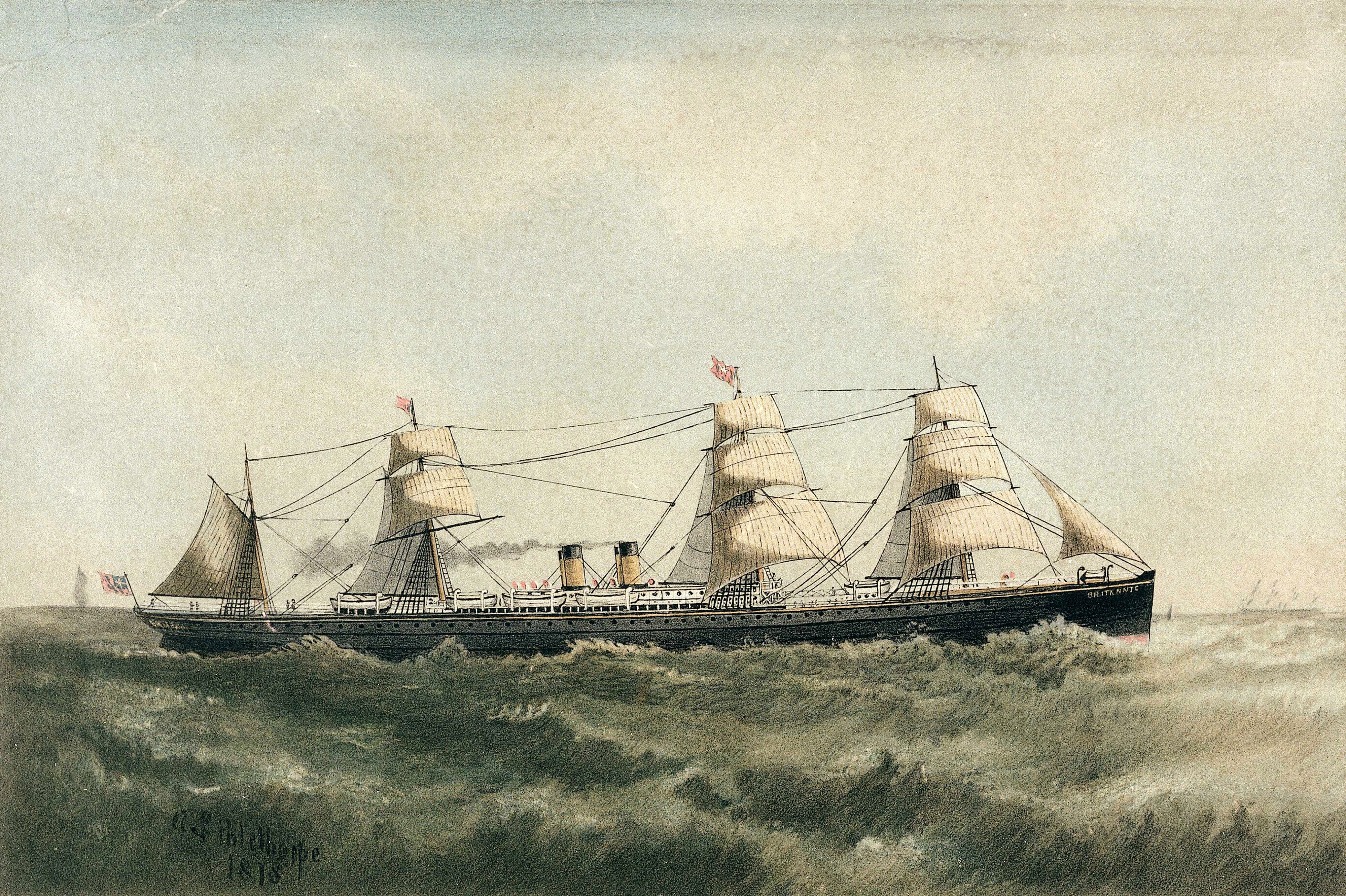
Ilustración del Britannic, c. 1878.

El buque se caracterizaba por estar propulsionado mediante máquinas de vapor, así como con velas. Era utilizado principalmente para el transporte de emigrantes desde Liverpool y Queenstown (ambos puertos del Reino Unido) hacia Nueva York (EE. UU.) siendo la parada esencial para aquellos que buscaban una mejor vida en Norteamérica. 
En diciembre de 1876 unió la línea transatlántica de Sandy Hook y Queenstown en 7 días, 12 horas y 41 minutos a una velocidad media récord de 15,94 nudos, obteniendo así la preciada Banda Azul (premio concedido al buque que realizara la ruta más rápida a través del Atlántico), la cual poseía desde el año anterior el SS City of Berlin de la Inman Line. Sin embargo, mantuvo dicho premio en su poder durante solo un año, hasta que le fue arrebatado por su gemelo, el SS Germanic.

### Colisión con el Celtic y final de su carrera

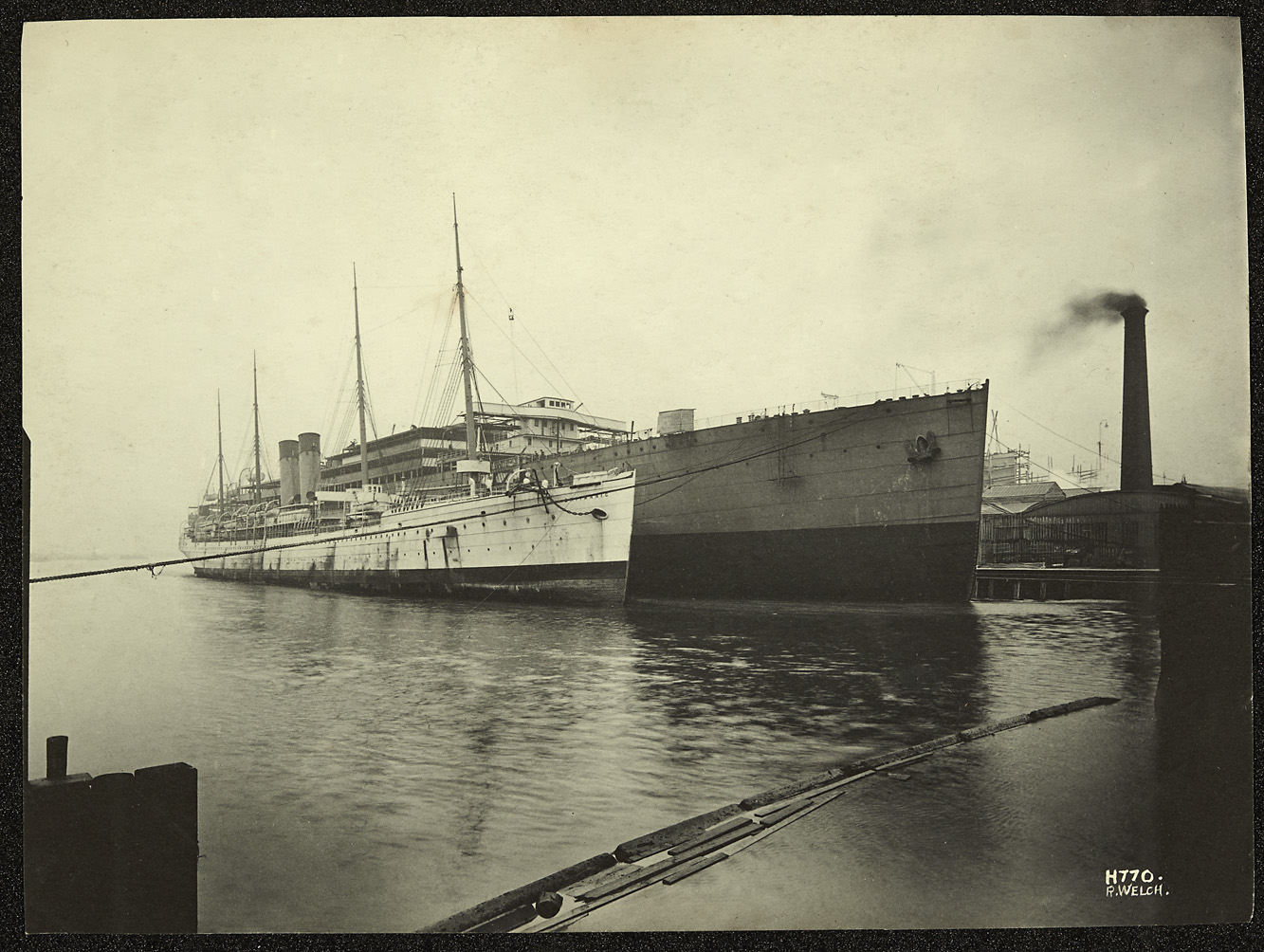
El Britannic fotografiado en Harland & Wolff en 1902, a la espera de su viaje final al desguace en Alemania. A su lado, se observa el nuevo transatlántico insignia de la White Star, el, el cual acaba de ser botado al mar.

El 19 de mayo de 1887, alrededor de las 17:25 de la tarde, el SS Celtic (otro navío de la White Star) colisionó con el Britannic, a 560 km de la costa de Sandy Hook, Nueva Jersey. Los dos barcos chocaron en ángulo recto y el Celtic rebotó varias veces, abriendo varias brechas en el casco del Britannic. Cuatro pasajeros del Britannic murieron en el impacto, y otros 13 resultaron heridos.
El Celtic transportaba 870 pasajeros, mientras que el Britannic (que se dirigía hacia Liverpool) transportaba unos 450. Ambos barcos estaban gravemente dañados, pero el Britannic poseía unos daños seriamente importantes, teniendo un gran agujero bajo su línea de flotación. Temiendo que el barco se hundiese, los pasajeros aterrorizados se apresuraron a alcanzar a los botes salvavidas. El capitán, con una pistola en la mano, logró restablecer el orden. Los botes estaban llenos de mujeres y niños, aunque algunos hombres habían logrado forzar el paso. Después de la partida de los botes, parecía ser que el buque se mantenía a flote. Los botes cercanos fueron recuperados, y los otros llegaron al Celtic. 
Los dos barcos permanecieron juntos toda la noche, y a la mañana siguiente, llegaron los barcos Marengo de la Wilson Line y British Queen de la Inman Line, para prestar ayuda a los dos navíos accidentados. Los cuatro buques se dirigieron lentamente hacia Nueva York. Después del accidente, el buque continuó su carrera hasta que fue retirado del servicio en 1903, siendo vendido como chatarra y desguazado en Hamburgo (Alemania) en ese mismo año.